# 벌포항 (진도군)
벌포항은 전라남도 진도군 고군면 벌포리에 있는 어항이다.1975년 8월 5일 지방어항으로 지정하여 관리하고 있다. 시설관리자는 진도군수이다.

## 어항 시설
- 선착장겸 방파제 L=136m, 물양장 110m

## 기본 계획
- 외곽시설 235m, 물양장 180m, 준설 6,400m3 매립 6.900m3[1]